# Estado Livre de Orange
A República do Estado Livre de Orange (Afrikaans: Oranje-Vrystaat) foi um estado Bôer independente na África Meridional durante a segunda metade do século XIX, e depois tornou-se uma província da República da África do Sul. É o precursor da atual província do Estado Livre. Estendia-se entre os rios Orange e Vaal com fronteiras determinadas pelo Reino Unido da Grã-Bretanha e Irlanda em 1848 quando a região foi declarada como Soberania do Rio Orange, com sede em Bloemfontein.

## História

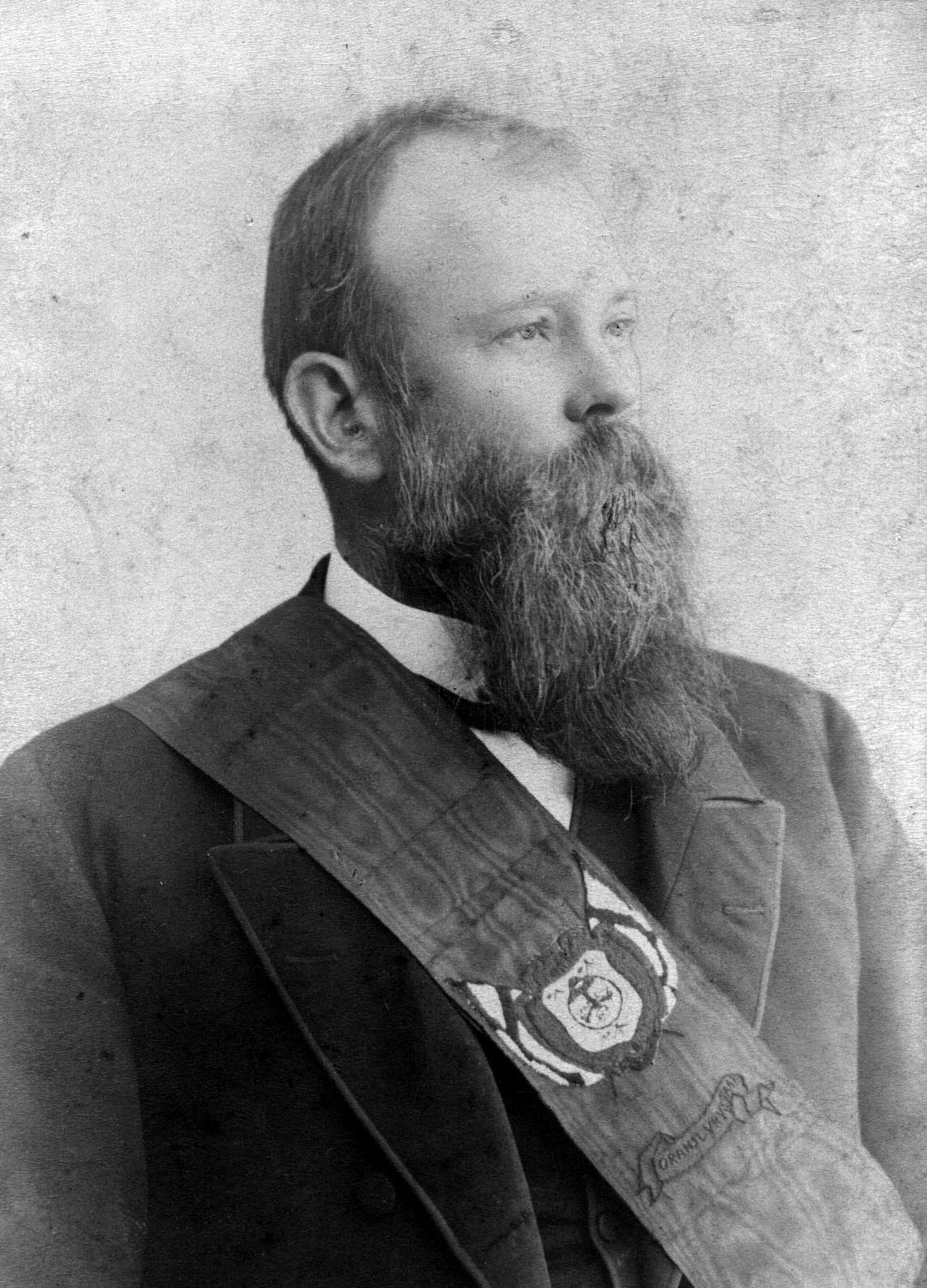
Francis William Reitz (1844-1934), presidente do Estado Livre de Orange de 1889 a 1895

O Estado Livre de Orange foi fundado em meados do século XIX pelos bôeres que haviam emigrado da Colônia do Cabo após a Grande Marcha a partir de 1835.
Os bôeres tinham criado duas repúblicas independentes. A primeira, o Transvaal, obteve a sua independência pelos britânicos, em 1852 pelo Tratado de Sand River. A segunda, o Estado Livre de Orange, foi reconhecido em 1854 pela convenção de Bloemfontein, capital do novo estado, saída dos refugiados britânicos para manter sua autoridade jurídica e política sobre os territórios constituídos desde 1847.
O termo Orange era um homenagem à família real dos Orange-Nassau dos Países Baixos, metrópole de origem da maioria dos pioneiros bôeres. Na sua fundação, o Estado Livre de Orange continha aproximadamente 13 000 habitantes de origem boer. De modo homogêneo seus habitantes se organizaram rapidamente na constituição de sua república. Segundo eles, o direito de voto tinha sido reconhecido a todos os habitantes brancos de sexo masculino com idade mínima de 18 anos. Eles então elegeram um conselho do povo e um presidente.
Diferentemente do Transvaal, o Estado Livre de Orange entretinha relações privilegiadas com a Colónia do Cabo. Engajados ao lado do Transvaal contra os britânicos durante a Guerra dos bôeres, de 1899 a 1902, os britânicos proclamaram sua anexação de 1900 após a tomada de Bloemfontein. O acontecimento não foi, entretanto, aceito formalmente pelas autoridades bôeres que saíram do Tratado de Vereeniging.

## A colônia do rio Orange (1902-1910)

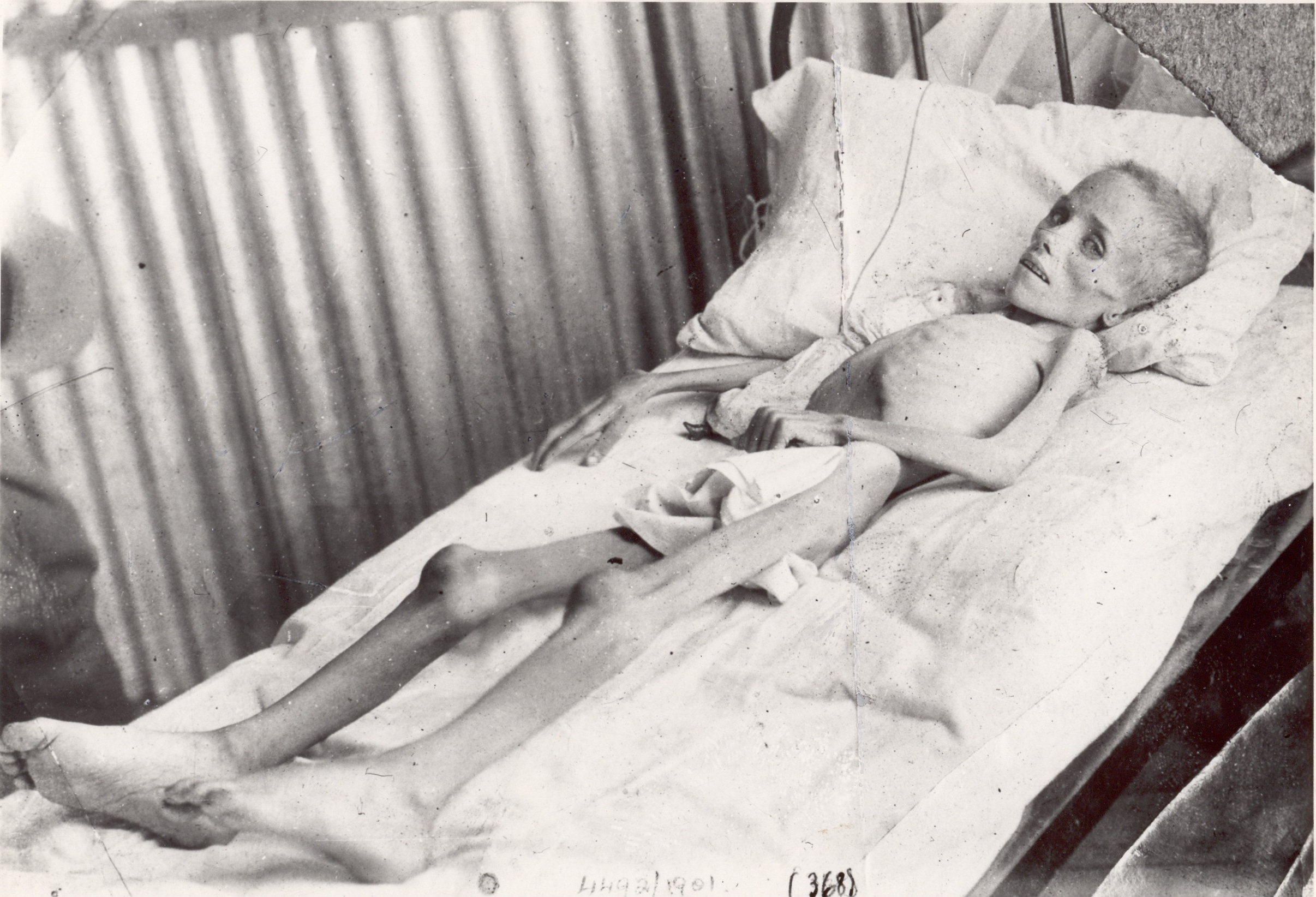
Lizzie van Zyl, criança boer internada e morta no campo de concentração de Bloemfontein

Em 28 de maio de 1900, Bloemfontein tombou nas mãos dos britânicos e, em 6 de outubro, o Estado Livre de Orange fora oficialmente anexado à coroa britânica sob a denominação de Colônia do Rio Orange (Orange River Colony).
Em 4 de janeiro de 1901, Sir Alfred Milner tornou-se o governador da nova colônia. Nessa época, Bloemfontein situava um dos maiores campos de concentração no qual foram internadas milhares de civis, mulheres e crianças bôeres.
A enfermeira e ativista progressista britânica, Emily Hobhouse, chocada pelas condições de vida desses lugares, notadamente pelo estado físico, a insalubridade, além das doenças como bronquites, pneumonias, disenterias e febre tifoide, lidera uma campanha ativa no seu retorno à Inglaterra para que cessassem as terríveis condições daqueles que viviam prisioneiros dos campos.
Em 1902, a Guerra dos bôeres teve fim e o Estado Livre de Orange se tornou uma colônia britânica. Em 1904, as reivindicações bôeres para obter um governo verdadeiramente autônomo foram atendidas no Tratado de Vereeniging. Um novo partido político para promover essa ideia foi formado sob o nome de Oranje Unie party. Em 1905, Lord Selborne se tornou o novo governador e se mostrou mais aberto às reivindicações bôeres. Em 27 de novembro de 1907, a colónia do rio Orange obteve seu primeiro governo eleito.

## A província sul-africana do Estado Livre de Orange (1910-1994)
Em 1910, a Colónia de Orange se tornou uma das quatro províncias sul africanas durante a formação do Dominion. Bloemfontein obteve então o estatuto de capital judiciária do país. A província não tinha mais um governo autônomo, mas somente um administrador nomeado pelo governador.
Até 1994, a província foi um feudo nacionalista e conservador.

### Resultado das eleições do conselho provincial de 1935 a 1981
| Eleição | Partido Nacional | Partido Unido | Total (votos) |
| ------- | ---------------- | ------------- | ------------- |
| 1935    | 6                | 19            | 25            |
| 1943    | 21               | 4             | 25            |
| 1949    | 24               | 1             | 25            |
| 1954    | 25               | -             | 25            |
| 1959    | 25               | -             | 25            |
| 1965    | 25               | -             | 25            |
| 1970    | 25               | -             | 25            |
| 1974    | 28               | -             | 28            |
| 1977    | 28               | -             | 28            |
| 1981    | 28               | -             | 28            |

## O estado livre (desde 1995)

Bandeira da OVS de 1854 a 1904

Bandeira da colónia do rio Orange

A província sobreviveu integralmente à nova divisão administrativa de 1994. Nas primeiras eleições multirraciais, o Congresso Nacional Africano (ANC) obteve uma larga vitória. O nome oficial da província foi abreviado para Estado Livre (Free State), em 1995. Sua capital, Bloemfontein foi integrada na municipalidade de Mangaung, em 2001. A província conta com 2,5 milhões de habitantes, essencialmente sotos e Africânderes. É dominada hoje politicamente pela ANC em nível local, provincial e nacional.

## Bandeiras
A bandeira do Estado Livre de Orange se inspirou no modelo neerlandês e foi inserida no centro da bandeira sul africana de 1927 a 1994. Esteve em vigor de 1854 a 1904.
A bandeira de 1854 foi substituída por uma outra britânica colonial até a formação da União Sul-Africana, em 1910.